# El Expediente Vallecas
Se conoce como Expediente Vallecas al nombre que se le dio al primer y único caso policial en España que documentó fenómenos paranormales. Se trata de la historia de Estefanía Gutiérrez Lázaro, una joven de 17 años que murió en 1991 tras practicar una sesión de ouija en su instituto. A partir de entonces, su familia empezó a experimentar sucesos extraños y terroríficos en su casa de Vallecas, Madrid, que fueron investigados por la policía y los medios de comunicación. El caso inspiró la película Verónica, dirigida por Paco Plaza en 2017.

## Hechos
Estefanía Gutiérrez Lázaro era una joven española de 17 años que vivía con sus hermanos y padres, Máximo Gutiérrez y Concepción Lázaro, en un piso ubicado en el número 8 la calle Luis Marín, dentro del barrio Palomeras Sureste, en el distrito de Puente de Vallecas. Estefanía había sido criada bajo los principios de la religión católica, pero en su adolescencia, estaba entrando en lo relacionado con el ocultismo y lo paranormal.

### Fallecimiento de Estefanía
El 13 de julio de 1991, la situación alcanzó su punto de culminación, cuando Estefanía atacó violentamente a su hermana Marianela. Al día siguiente (14 de julio), Estefanía sufrió un severo episodio de catalepsia y entró en coma. Fue llevada al Hospital Gregorio Marañón, donde falleció en horas de la madrugada. La autopsia no pudo determinar las causas de su muerte, calificándola como "muerte súbita y sospechosa".

## Fenómenos paranormales en la casa
A partir de la muerte de Estefanía, los fenómenos paranormales en la casa de los Gutiérrez se acentuaron notablemente. La madre escuchaba inquietantes fenómenos: la voz de Estefanía que, profiriendo aullidos, la llamaba desde diversas habitaciones de la casa; un anciano traspasando paredes y riendo; vidrios rompiéndose espontáneamente; objetos que se movían por su cuenta; puertas que se abrían y cerraban solas; alguien o algo que le tocaba las manos y los pies mientras dormía, etc. Una noche, las hijas pequeñas se despertaron aterrorizadas, con las muñecas golpeadas violentamente contra la pared.
El 27 de noviembre de 1992, la familia Gutiérrez decidió llamar a la policía. El inspector José Pedro Negri y su equipo llegan al lugar en horas de la noche, pasadas las dos de la madrugada, encontrando a toda la familia fuera de la vivienda, bajo la lluvia, atemorizados. Mientras un par de agentes se quedaron afuera con ellos y escucharon toda la historia de sus bocas, el inspector Negri y otros dos agentes entraron en la casa.

## Expediente
El informe transcrito por el inspector después de esa patrulla se ha convertido en objeto de culto entre los entusiastas del ocultismo. Ese reportaje describe la puerta de un armario que se abre violentamente, a pesar de estar cerrado con llave, rozando los rostros de los agentes. Se habla de ruidos atronadores provenientes del balcón, donde sin embargo no había nada, y de una extraña baba marrón que se había formado en una mesita de noche. El informe también describe un crucifijo, que estaba colgado en la pared cuando llegaron los oficiales y que luego se encontró en el suelo: el crucifijo fue arrancado de la madera en la que estaba montado, y los arañazos de tres garras se veían claramente en el pared donde estaba colgado, como si lo hubieran arrancado de la pared. Los agentes también inspeccionaron el baño, según la familia el lugar más embrujado de la casa, y sintieron un descenso repentino de la temperatura nunca antes sentido en su vida.
Dadas las pruebas y testigos disponibles, el caso alcanza, por su contexto, una dimensión más allá del propio morbo televisivo que ha ido generando a lo largo de los años con estudiosos como Iker Jiménez. Lo cierto es que todavía no tiene una explicación lógica o científica, por lo que no es de extrañar que sea uno de los episodios más relevantes de la parapsicología en España. Más allá de creer o no creer en el tema, esto es lo que se sabe de él y queda para cada uno a su interpretación. Por supuesto, la versión cinematográfica del caso es una reimaginación con todos los elementos del género a pleno rendimiento, no por ello la historia deja de ser menos misteriosa.
El 1 de noviembre de 1993, dos años después de la muerte de Estefanía, su foto colgada en la sala se incendia, y la parte que arde es sólo la que representa su rostro, mientras que ni el marco, ni los objetos cercanos presentan daños.

## En el cine
En 2017, se estrenó la película Verónica, dirigida por Paco Plaza y protagonizada por Sandra Escacena. La película se basa en este caso, aunque algunas cosas que muestra la cinta no ocurrieron en la vida real.

## Otros medios
En septiembre de 2018, el diario El Mundo realizó una entrevista con los hermanos de Estefanía, Ricardo y Maximiliano, quienes desmentían los hechos ocurridos y plasmados en la película.